# Gnomulus palawanensis
Espèce
Synonymes
- Pelitnus palawanensis Suzuki, 1982

Gnomulus palawanensis est une espèce d'opilions laniatores de la famille des Sandokanidae.

## Distribution
Cette espèce est endémique de Palawan aux Philippines. Elle se rencontre vers Tagembung sur le mont Mantalingajan.

## Description
La femelle holotype mesure 6,9 mm.

## Systématique et taxinomie
Cette espèce a été décrite sous le protonyme Pelitnus palawanensis par Suzuki en 1982. Elle est placée dans le genre Gnomulus par Martens et Schwendinger en 1998.

## Étymologie
Son nom d'espèce, composé de palawan et du suffixe latin -ensis, « qui vit dans, qui habite », lui a été donné en référence au lieu de sa découverte, Palawan.

## Publication originale
- Suzuki, 1982 : « Contributions to the taxonomy and zoogeography of the Opiliones of the Philippines, Bismarck and Solomon Islands. With an appendix on some related species from the Moluccas and Sumatra. » Steenstrupia, vol. 8, p. 181–225.